# Prieuré Saint-Nicolas de Rougemont
Le prieuré Saint-Nicolas de Rougemont est un ancien monastère clunisien installé sur le territoire de Rougemont, dans le canton de Vaud en Suisse, vers la fin du XIe siècle et qui disparut en 1555 lors de la prise de possession de la Haute-Gruyère par Berne.

## Histoire

### Fondation
Le prieuré est fondé entre 1073 et 1085. Il semble avoir été placé sous la protection de la famille comtale de Gruyère selon le manuscrit dit Pancarte de Rougemont, datant de 1115, dans lequel on trouve énumérés « les titres et droits afférent à des donations de terres, faites à des époques différentes et par des personnes différentes ». Cette pancarte est un document officiel, sans être le document original de la fondation, par lequel on connait les donations ayant permis la création du prieuré.
Jusqu'en 1920, les chercheurs ne disposaient que d'une copie datant de 1500, le document original n'a été redécouvert que vers 1920, dans les archives du monastère. Les deux documents ne comportent pas de différence sur le fond, cependant lors de la retranscription de « nombreux noms propres de lieux ou de personnes ont été escamotés », d'où des propositions de filiations erronées avant cette date, diffuséses notamment avec les travaux d'Hisely.
La pancarte mentionne comme bienfaiteurs, « le comte Wilerius, ou Wilaire, de Gruyère, sa femme Agathe et ses enfants, ainsi que d'autres membres de sa famille, [faisant] don au monastère de Cluny du territoire de Rougemont ». Les chercheurs ont fait de ces personnalités les premiers membres de la famille de Gruyère.
La famille de Gruyère est à l'origine de nombreuses donations au couvent.

### Vie du monastère
Reichlen (1906) indique que selon l'analayse de George Floyd Duckett, dans son Visitations and Chapters-General of the Order of Cluny (1893), la « situation du prieuré confinait à la pauvreté ; il était même chargé de dettes. ».
À la fin du XIIIe siècle, le prieur, bien souvent commendataire, vit à Payerne et le monastère n'est occupé que par deux moines,. Ils sont trois entre 1342 et 1350.
Le monastère fait l'objet d'attention des Gruyère, ses fondateurs. Ainsi on trouve, dans les documents, des donations de Rodolphe III, en mémoire de son épouse ; de la comtesse-régente Guillemette de Grandson, en 1309 ; de son fils Pierre III, en 1331, ou encore du comte Jean Ier de Montsalvens, dans son testament de 1365. Des membres des familles de Corbières et d'Everdes (ou de Verdes) font également des dons.
Par bulle du 22 avril 1513, le pape Leon X réunit les prieurés clunisiens de Broc et de Rougemont au Chapitre Saint-Nicolas de Fribourg. Le comte de Gruyère s'oppose à cette décision, obtenant un répi de quelques années pour Rougemont.

### Disparition
La disparition du prieuré est à mettre en parallèle avec la disparition du comté de Gruyère en raison des dettes accumulées par le comte Michel et de leur rachat par Fribourg et Berne.
Pierre de Gruyère, protonotaire, et oncle de Michel, est le dernier prieur commanditaire de Rougemont et du Broc. Il administre le comté en l'absence de son neveu. Il engage, en 1550, ses revenus sur les deux prieurés afin de combler les dettes de Michel.
Le prieuré est supprimé en 1555 lors de la prise de possession de la Haute-Gruyère par Berne et la mise en place de la Réforme. Il l'est officiellement avec le décret du 19 décembre 1556.

## Description
Le prieuré est constitué de l'église Saint-Nicolas, qui devient très rapidement l'église de la paroisse de Rougemont (avant 1228), d'un bâtiment conventuel, d'une grange en pierre datant de 1342, d'étables et de greniers.
Le prieuré a disparu. Un château a été édifié sur son emplacement. Seule demeure l'église priorale devenue l'église réformée Saint-Nicolas-de-Myre de la commune.

## Liste des prieurs
Le monastère est soumis à l'autorité d'un prieur. Une vingtaine de prieurs sont connus, provenant bien souvent du Pays de Vaud et dont deux sont issus de la famille comtale, :
- v. 1073/1085 : Jean, prieur, en provenance de Cluny.
- 1115 : Chrétien, prieur.
- 1308 — 1316 : Raymond, prieur.
- 1331 —  1341 : Nicolas Psaltier, prieur.
- 1350 : Barthélemy de Chatonay (Chastonay), prieur.
- 1365 — 1368 : Pierre de Gruyère, prieur.
- 1371 - 1379 : Jean de Billens, prieur.
- 1385 : ?, prieur commendataire.
- 1389 - 1397 : Jean de Neuchâtel, prieur commendataire.
- 1430 - 1453 : Othon/Ottonin Corbier, prieur.
- 1455 — 1475 : Jean Cuendoz (Cuendod), prieur.
- 1482 — 1487 : Antoine de Guidalard, prieur.
- 1497 — 1524 : Claude Marchand, prieur commendataire.
- 1524 — 1530 : Jacques Mestral des Vaux († 1536), prieur commendataire.
- 1538 — 1555 : Pierre de Gruyère († 1577), prieur commendataire, dernier prieur[7].